# 工藤“red”玲央
工藤red玲央または工藤“red”玲央（くどう れっど れお、1987年5月8日 - ）は、千葉県出身のキックボクサー。TEAM TEPPEN所属。ファイヤー高田馬場ジム（J-NETWORK系列）旧所属。
師匠はNeo Fire会長であるファイヤー原田。
名前の表記については明確ではなく、「工藤“red”玲央」の表記がウェブサイトなどでは公式名称となっていることが多いが、SNSなどでは「工藤red玲央」の表記が公式名称となっており、また記事などでも頻繁に使用されている。

## 人物
- ファイヤー原田の弟子であり、ファイトスタイルは師匠の原田と同様にアグレッシブであり、ひたすら前に突進し、気迫で対戦相手を圧倒するまっすぐなファイトスタイルである[1][4]。原田同様に非常に打たれ強く、KO負けが少ない。イメージカラーは原田と同様に赤[1][4]。2021年4月4日に原田の信念を「ファイヤー魂」と名付け、師匠である原田の魂を継承する決意を表明した[1][2][3]。

- 自身の性格について、テレビで原田を観た後すぐに原田のジムを訪ねるなど、行動が早いと語っている[1]。

## 経歴
大阪府豊中市生まれ、千葉県育ち。高校は1年で退学。
テレビで観た原田に憧れてプロを目指すようになり、2009年にファイヤー原田が会長のファイヤー高田馬場ジム（J-NETWORK系列）に入門し、原田に弟子入りする。入門後は所有物を処分してジムの近くへ転居し、心機一転して原田の指導の下、修行を開始する。原田より基礎や念入りな準備が重要である事を教わり、アマチュア大会に多く出場して基盤を築き上げていく。
2013年12月14日にファイヤー高田馬場ジムより26歳でプロデビューし、猪子益弘（レジェンド横浜）に勝利。原田からは「チケットを買って観に来てくれる人を大事にしろ」と客の大切さや感謝を教わり続けた。
2017年に原田がファイヤー高田馬場ジムを退所し、ファイヤー高田馬場ジムのジャスティ高田馬場ジムへの移転・変更により大きなショックを受けて不調に陥るが、10月にTEAM TEPPEN（那須川天心の父が会長）に移籍して再起し、ブログにてファイヤー原田への感謝の言葉を記した。
その後に原田が新ジムを設立する事になり、工藤も設立を手伝うようになる。2018年2月9日に東京都板橋区にて原田が新ジムであるNeo Fireを設立し、原田が会長に就任。設立後も工藤はNeo Fireを訪問するなど原田との師弟としての交流が続いている。
2021年4月4日に原田の信念を「ファイヤー魂」と名付け、師匠である原田の魂を継承する決意を表明した。

## 戦績
| キックボクシング 戦績 | キックボクシング 戦績 | キックボクシング 戦績 | キックボクシング 戦績 | キックボクシング 戦績 | キックボクシング 戦績 | キックボクシング 戦績 |
| --------------------- | --------------------- | --------------------- | --------------------- | --------------------- | --------------------- | --------------------- |
| 27 試合               | (T)KO                 | 判定                  | その他                | 引き分け              | 無効試合              |                       |
| 11 勝                 | 7                     | 4                     | 0                     | 5                     | 0                     |                       |
| 11 敗                 | 3                     | 8                     | 0                     | 5                     | 0                     |                       |

| 勝敗 | 対戦相手    | 試合結果          | 大会名                                                    | 開催年月日     |
| ○    | 炎出丸      | 3R 延長R 判定     | 『KNOCK OUT 2022 vol.4』                                  | 2022年7月23日  |
| ○    | 加藤和也    | 2R KO             | 『KNOCK OUT 2022 vol.3』                                  | 2022年4月17日  |
| ×    | 安達浩平    | 3R 判定0-3        | 『SACRED FORCE presents KNOCK OUT-EX 2021 vol.1』         | 2021年4月4日   |
| ○    | 前田伊織    | 3R 1:17 KO        | REBELS『REBELS.66』                                       | 2020年10月3日  |
| ×    | 響波        | 3R 判定0-3        | REBELS『REBELS.64』                                       | 2020年2月29日  |
| ○    | Mr.ハガ     | 2R 1:56 TKO       | REBELS『REBELS.62』                                       | 2019年8月10日  |
| ×    | JIRO        | 3R 判定0-3        | REBELS『PANCRASE REBELS RING.1』                          | 2019年2月17日  |
| ×    | 安達浩平    | 3R 判定0-3        | REBELS『REBELS.59』                                       | 2018年12月5日  |
| ×    | 日畑達也    | 3R 延長R 判定0-3  | J-NETWORK『J-KICK 2018～4th～』                           | 2018年10月20日 |
| △    | 安達浩平    | 3R 判定1-1        | J-NETWORK『J-KICK 2018～2nd～』                           | 2018年8月19日  |
| ×    | 森貴慎      | 3R 延長R 1:20 TKO | J-NETWORK『J-KICK 2018～2nd～』                           | 2018年5月6日   |
| ○    | 九十田真吾  | 2R 1:58 TKO       | J-NETWORK『J-KICK 2018 ～1st～』                          | 2018年3月4日   |
| ○    | 高木慎一    | 3R 判定3-0        | J-NETWORK『J-KICK 2017～J-NETWORK 20th Anniversary～2nd』 | 2017年5月5日   |
| ×    | 清志        | 3R 判定0-2        | J-NETWORK『J-KICK 2017～J-NETWORK 20th Anniversary～1st』 | 2017年2月25日  |
| △    | 鰤鰤左衛門  | 3R 判定1-1        | J-NETWORK『J-KICK 2016～Honor the fighting spirits～3rd』 | 2016年10月10日 |
| ×    | リョウタ    | 3R 判定0-2        | J-NETWORK『J-FIGHT＆J-GIRLS 2016 5th』                    | 2016年8月28日  |
| ○    | 九十田真吾  | 2R 0:59 KO        | J-NETWORK『J-KICK 2016～Honor the fighting spirits～2nd』 | 2016年5月5日   |
| ×    | 玉城蓮      | 1R 1:55 KO        | J-NETWORK『J-FIGHT&J-GIRLS 2015 6th』                     | 2015年11月8日  |
| △    | 千吉良恭平  | 3R 判定1-0        | J-NETWORK『J-KICK 2015～Return of the warriors～3rd』     | 2015年8月23日  |
| △    | 鰤鰤左衛門  | 3R 判定0-1        | J-NETWORK『J-KICK 2015～Return of the warriors～2nd』     | 2015年5月6日   |
| △    | 谷口典由    | 3R 判定0-1        | J-NETWORK『J-FIGHT in SHINJUKU～vol.41～』                | 2015年2月22日  |
| ○    | 土屋開      | 3R 判定3-0        | KICKBOXING ZONE『ZONE1』                                  | 2014年11月9日  |
| ○    | 上出HIT将也 | 2R 2:00 KO        | J-NETWORK『J-FIGHT 43』                                   | 2014年8月24日  |
| ×    | 夏目紘輔    | 1R 1:20 KO        | J-NETWORK『J-FIGHT in SHINJUKU～vol.37～』                | 2014年6月1日   |
| ○    | 竹下元気    | 3R 判定3-0        | J-NETWORK『J-FIGHT in SHINJUKU～vol.37～』                | 2014年6月1日   |
| ×    | 打川翔平    | 3R 判定0-3        | J-NETWORK『J-FIGHT in SHINJUKU ～vol.36～』               | 2014年2月23日  |
| ○    | 猪子益弘    | 2R 0:36 KO        | J-NETWORK『J-NEXUS 2013 ～蹴っていいトモ！～』            | 2013年12月14日 |